# Campo Imperatore Near-Earth Object Survey

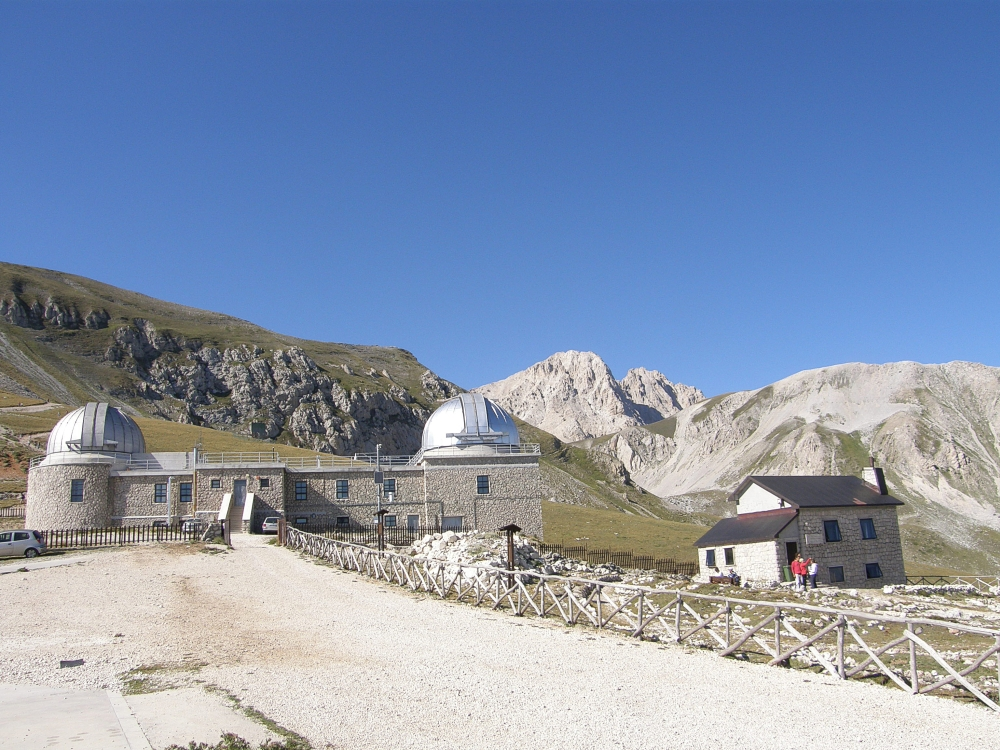
Observatorium van Campo Imperatore, Gran Sasso

Campo Imperatore Near-Earth Object Survey (CINEOS)  is een Italiaans project dat sinds 2001 aardscheerders en kometen die dicht bij de aarde komen observeert. 
De observaties worden gedaan op Campo Imperatore van het Observatorium van Rome bij de berg Gran Sasso, op ongeveer 2.150 meter hoogte. Campo Imperatore ligt ongeveer 130 km ten noordoosten van Rome. Longitude en latitude zijn respectievelijk 13.5581 graden oost en 42.4442 noord. Hiernaast is ook het observatorium van Turijn betrokken bij het project. 
Tussen augustus 2001 en november 2004 mat CINEOS de positie van meer dan 61000 planetoïden en ontdekte bijna 185 nieuwe planetoïden, waaronder 6 aardscheerders en een Centaur-planetoïde. In de periode juni–september 2003 stond CINEOS op de vijfde plaats wat betreft aantal ontdekte objecten. Het was ook het eerste Italiaanse professionele project dat aardscheerders en planetoïden ontdekte die verder weg liggen dan Jupiter.